# Íñigo Ortiz de Retes
Íñigo Ortiz de Retes est un navigateur et explorateur espagnol du XVIe siècle.

## Biographie
Il est célèbre pour avoir été le premier à reconnaître en 1545 la côte de la Nouvelle-Guinée. Parti de Tidore aux Moluques, il aborde ainsi sur la côte Nord-Ouest à l'embouchure de la Mamberamo, prend possession de l'île au nom de la couronne d’Espagne et lui donne son nom par référence à l'apparence physique supposé par lui de ses habitants à ceux de Guinée. 